# Jacopo Polverini
Jacopo Polverini (Prato, ... – Firenze, 1555) è stato un funzionario italiano del XV secolo.

## Biografia
Nato a Prato, fu auditore e poi dal 1543 primo fiscale di Cosimo I de' Medici. Legò il suo nome alla dura legge "polverina", che prevedeva la confisca di tutti i beni degli antimedicei e l'esilio degli stessi, a partire dal dodicesimo anno di età compiuto. Molti criticarono il suo operato, che faceva "ogni giorno qualche legge, onde si procacciava utile di denaro al principe, e danno e vergogna all'universale" (Segni). Per esempio la repressione della congiura dei Pucci fruttò alle casse dell'erario mediceo oltre 300.000 ducati.
Morì a Firenze nel 1555 .